# 卡尔克富
卡尔克富（法語：Carquefou，法語：[kaʁkəfu] ⓘ）是法国大西洋卢瓦尔省的一个市镇，位于该省中部，属于南特区和南特都会区，其市镇面积为43.42平方公里，2022年1月1日时人口数量为20,535人。
卡尔克富是南特都会区的组成部分，位于南特市区东北，是重要的卫星城，同时也是一个科教园区，有多条公交线路连接南特市区。

## 行政
卡尔克富的邮政编码为44470，INSEE市镇编码为44026。

## 地理

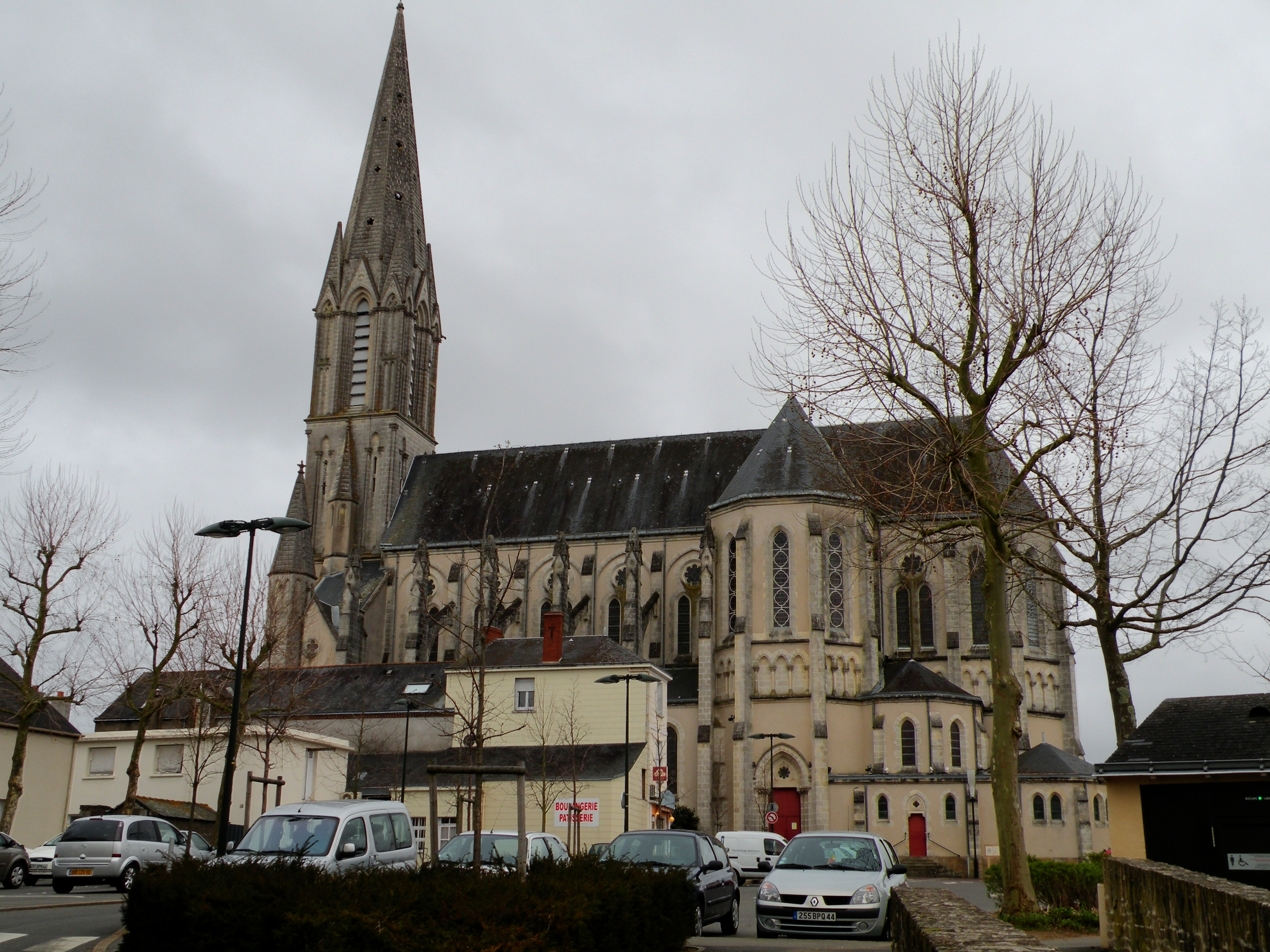
卡尔克富教堂

卡尔克富（47°17'49"N, 1°29'34"W）位于法国西北部，卢瓦尔河地区大区希部和大西洋卢瓦尔省中部，距离省会南特大约4公里。
与卡尔克富接壤的市镇包括：埃德尔河畔叙塞、圣马尔迪代塞尔、埃德尔河畔拉沙佩勒、南特、卢瓦尔河畔圣吕斯、卢瓦尔河畔图阿雷、卢瓦尔河畔莫沃。
卡尔克富境内地势平坦，海拔在1至76米之间。
沙尔博诺河（Le Charbonneau）流经卡尔克富境内西部。
按照柯本气候分类法，卡尔克富属于较为典型的温带海洋性气候，全年温差较小，降水分布均匀。

## 历史
中世纪中期，卡尔克富所在的南特地区被布列塔尼人侵占，卡尔克富成为一个堂区，此后长期为普通乡村，20世纪后逐渐发展成为南特北郊重要的卫星城。

## 交通
法国国家A11号和A811号高速公路在卡尔克富交汇，并设有22和23两个出入口。大西洋卢瓦尔省省道D37线、D178线和D209线也经过卡尔克富境内。南特公交E5线、75路、85路和95路经过卡尔克富境内并设有站点。

## 人口
| 年份   | 1936  | 1946  | 1954  | 1962  | 1968  | 1975  | 1982  | 1990   | 1999   | 2006   | 2011   | 2016   | 2018   |
| ------ | ----- | ----- | ----- | ----- | ----- | ----- | ----- | ------ | ------ | ------ | ------ | ------ | ------ |
| 人口數 | 2,635 | 3,026 | 3,169 | 3,287 | 3,744 | 6,239 | 9,664 | 12,877 | 15,369 | 17,898 | 18,022 | 19,384 | 20,032 |

## 教育
南特大学应用技术学院（IUT de Nantes）总部位于卡尔克富境内。

## 友好城市
- 荷蘭 埃爾瑟爾
- 西班牙 阿莱利亚
- 羅馬尼亞 拉科維察鄉